# Pelomyiella hungarica
Pelomyiella hungarica is een vliegensoort uit de familie van de Canacidae. De wetenschappelijke naam van de soort is voor het eerst geldig gepubliceerd in 1928 door Czerny.